# مرتضی محمدخان
مرتضی محمدخان (۱۱ دی ۱۳۲۴ – ۱۵ آبان ۱۴۰۱) سیاستمدار، حقوق‌دان، اقتصاددان و مدرس دانشگاه ایرانی بود. وی معاون اقتصادی مرکز تحقیقات استراتژیک مجمع تشخیص مصلحت نظام و از اعضای هیئت علمی دانشگاه خواجه نصیرالدین طوسی بود. همچنین او به‌عنوان کارشناس رسمی دادگستری استان تهران و رئیس شورای عالی کارشناسان رسمی دادگستری فعالیت می‌کرد.
محمدخان دانش‌آموخته کارشناسی مهندسی صنایع و کارشناسی ارشد اقتصاد از دانشگاه ایالتی سن خوزه و دکتری انتقال تکنولوژی از دانشگاه پونا و از بنیانگذاران انجمن اسلامی دانشجویان خارج از کشور بود. او از بازماندگان انفجار در دفتر حزب جمهوری اسلامی بود.
وی از ۱۳۶۱ تا ۱۳۶۸ معاون سیاسی وزارت کشور بود و در فاصله سال‌های ۱۳۶۸ تا ۱۳۷۲ به‌عنوان رئیس‌کل گمرک جمهوری اسلامی ایران فعالیت می‌کرد. محمدخان در دولت ششم از ۱۳۷۲ تا ۱۳۷۴ وزیر امور اقتصادی و دارایی بود. او از اعضای مؤسس حزب اعتدال و توسعه بود.

## حزب جمهوری اسلامی
محمدخان پس از گذراندن تحصیلات متوسطه خود برای ادامه تحصیل به آمریکا رفت. او پس از انقلاب، عضو شورای مرکزی حزب جمهوری اسلامی و از بازماندگان انفجار در دفتر حزب جمهوری اسلامی بود که پس از ۴ ساعت، زنده از زیر آوار خارج شد.

## سمت‌ها پس از انقلاب
وی در دولت اول اکبر هاشمی رفسنجانی به عنوان رئیس کل گمرک منصوب گردید و در دولت دوم وی (۱۳۷۶–۱۳۷۲) به عنوان وزیر امور اقتصاد و دارایی از مجلس چهارم رأی اعتماد گرفت.
وی از مؤسسین اصلی حزب اعتدال و توسعه، و از سیاستمداران معتدل و نزدیک به اکبر هاشمی رفسنجانی بود که معاونت اقتصادی مرکز تحقیقات استراتژیک مجمع تشخیص مصلحت نظام، همچنین استادیار و عضو هیئت علمی دانشگاه خواجه نصیرالدین طوسی نیز بوده‌است. وی همچنین کارشناس رسمی دادگستری استان تهران در گروه صنعت و فن و رئیس شورای عالی کارشناسان رسمی دادگستری نیز بوده‌است.